# Schladen
Schladen là một đô thị ở huyện Wolfenbüttel, trong bang Niedersachsen, nước Đức. Đô thị Schladen có diện tích 30,66 km². Đô thị này nằm bên sông Oker, cự ly khoảng 15 km về phía nam của Wolfenbüttel, và 25 km về phía nam của Braunschweig.
Schladen là thủ phủ của Samtgemeinde ("đô thị tập thể") Schladen.
Kiến trúc sư Leo von Klenze sinh ở Schladen ngày 29 tháng 2 năm 1874.